# 天堂之门 (浮雕)

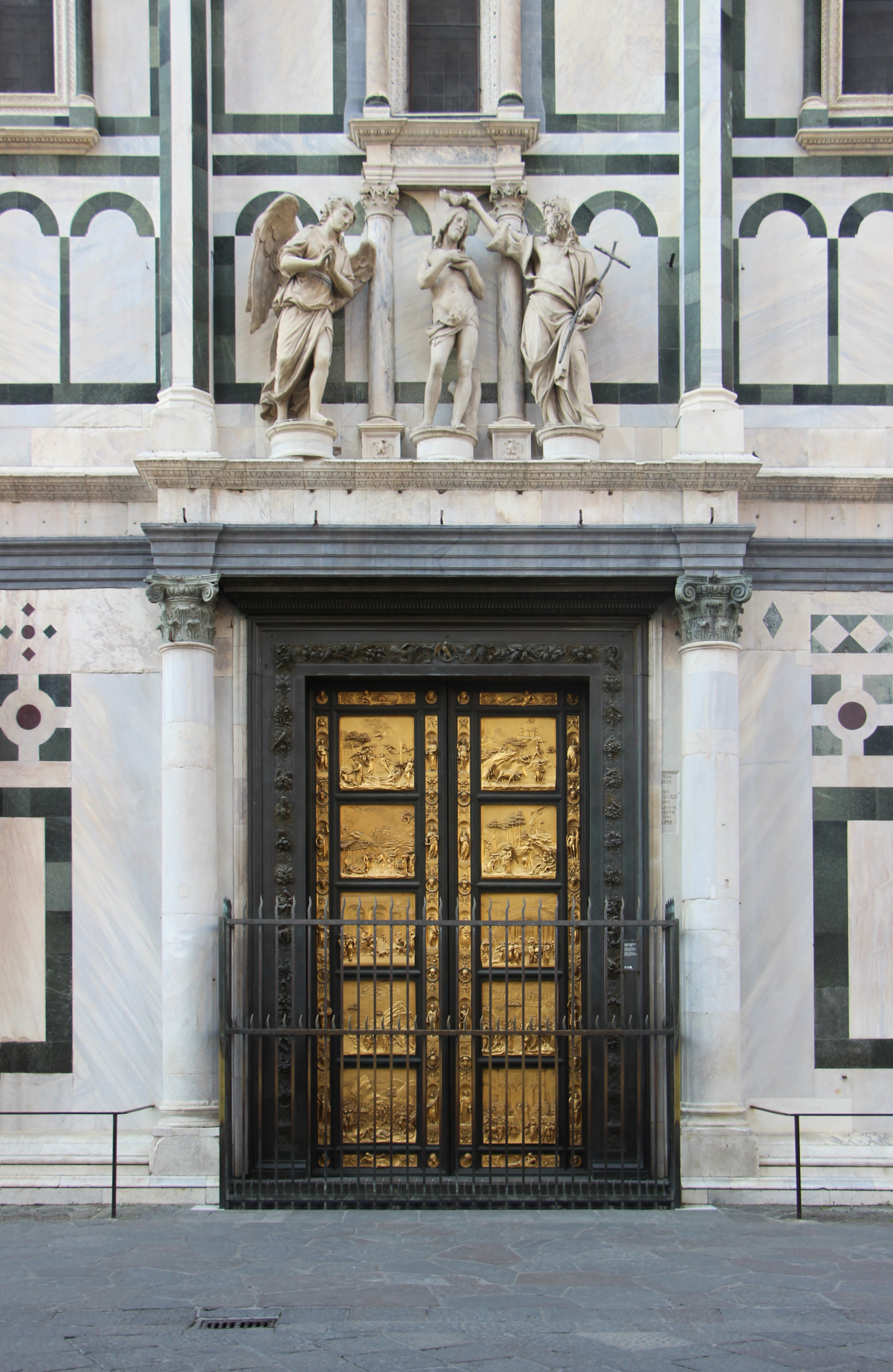
天堂之门

43°46′23.05″N 11°15′18.84″E / 43.7730694°N 11.2552333°E
天堂之门（義大利語：Porta del Paradiso）是佛罗伦萨圣若望洗礼堂东面的正门，正对着主教座堂圣母百花大教堂，由雕塑家洛伦佐·吉贝尔蒂雕刻于1452年，是文艺复兴时期最著名的杰作之一。它的材質是青銅鍍金，根據乔尔乔·瓦萨里的說法，米开朗琪罗第一次看到這浮雕時，將之形容為“巧奪天工”，這也是天堂之門名稱的由來。佛罗伦萨洪水后，原作经修复並於1911年移至附近的主教座堂博物館裡，現在洗禮堂門上的是複製品。

## 历史
1424年，洛伦佐·吉贝尔蒂完成洗礼堂的北门，在威尼斯停留一段时间后，他又获得完成洗礼堂正门的任务（首先完成的是南门，由安德里亚·皮萨诺制作于1330年到1336年）。雕刻持续了27年之久：直到1452年，70岁的吉贝尔蒂才安装了第一块青铜板。
最初预计安装28块描绘旧约场景的面板，然而，后来吉贝尔蒂决定只雕刻十块框架较大的浮雕，內容從創世紀至列王紀，每塊雕版都是先做好蠟模再澆鑄入青銅，最後再鍍金。
在1435年，科西莫·德·美第奇从流亡地返回，他的经历可与约瑟的故事相比，约瑟被兄弟出卖，但是后来成为他们的救星，并且带来了繁荣兴旺。

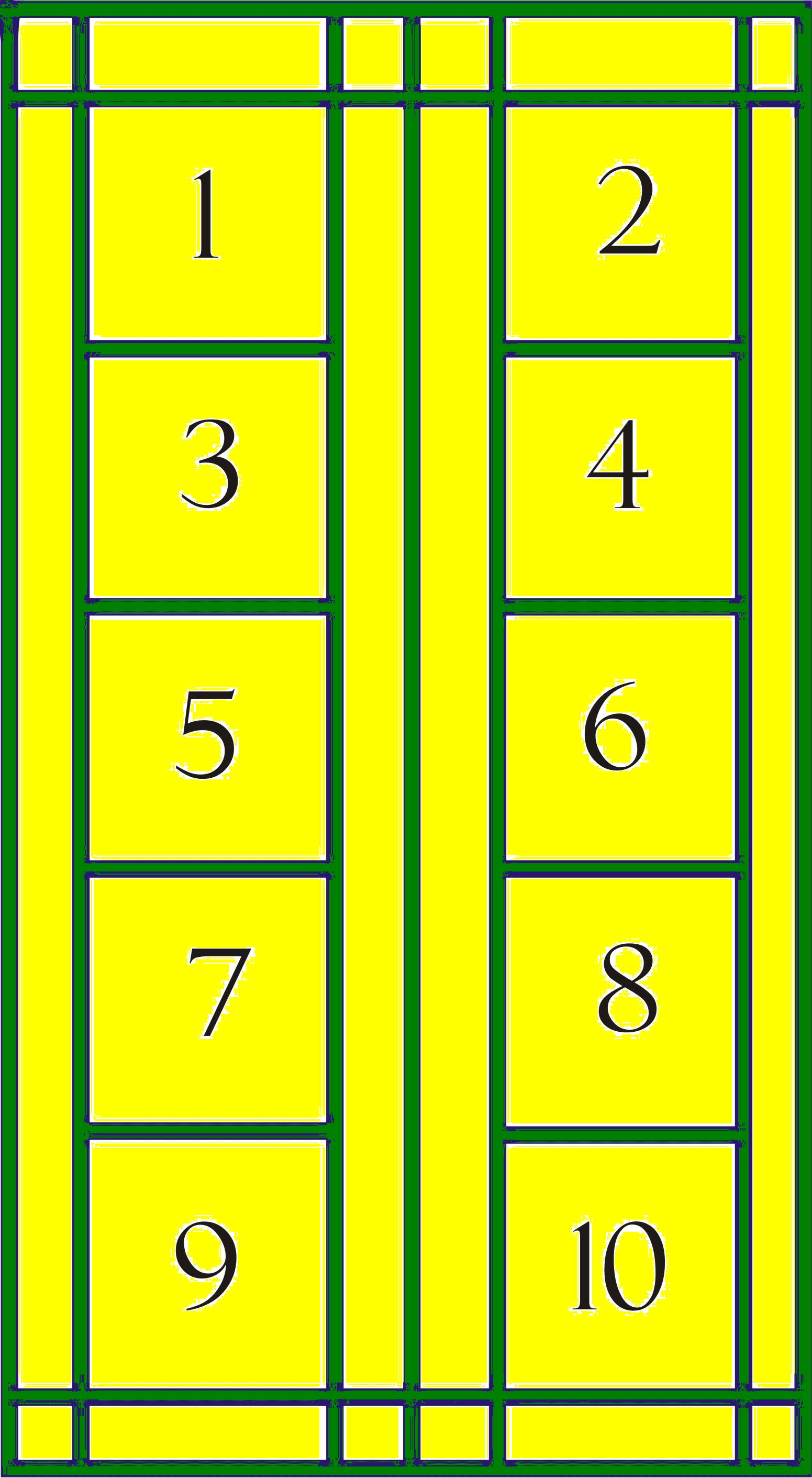

主要的场面有：
1. 亚当和夏娃
2. 该隐和亚伯
3. 挪亚
4. 亚伯拉罕
5. 以撒，以扫和雅各
6. 约瑟
7. 摩西
8. 约书亚
9. 大卫
10. 所罗门和示巴女王

## 图片

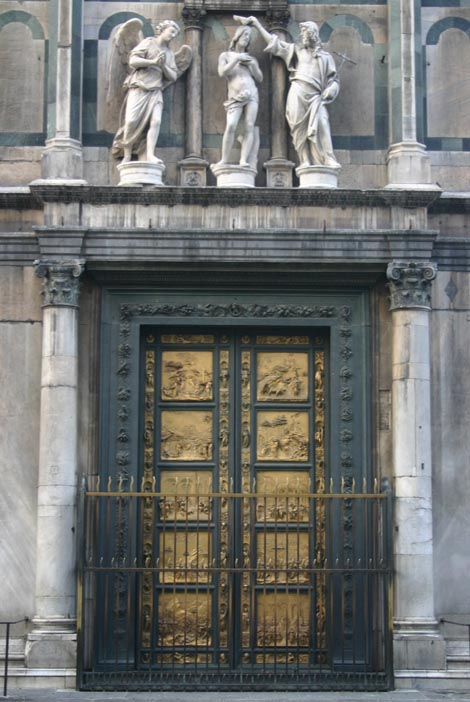
东门整体
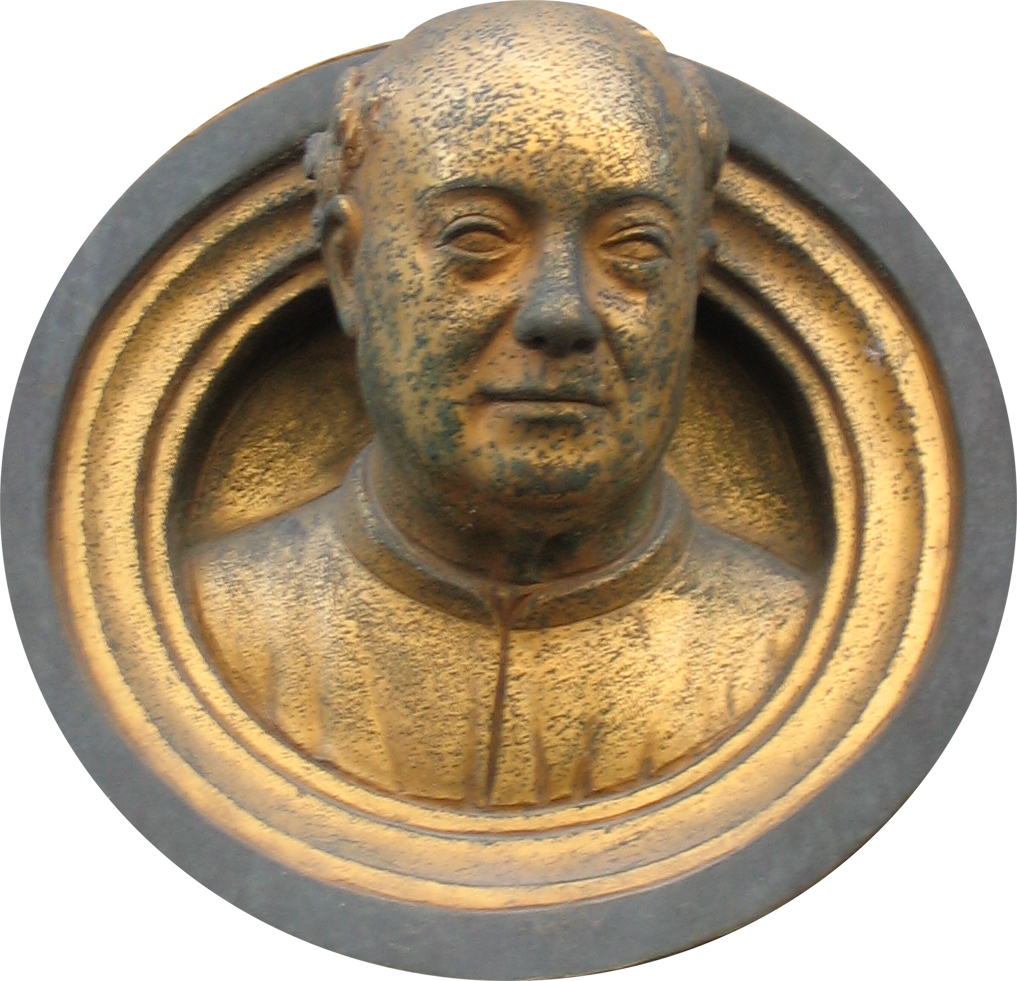
洛伦佐·吉贝尔蒂自画像
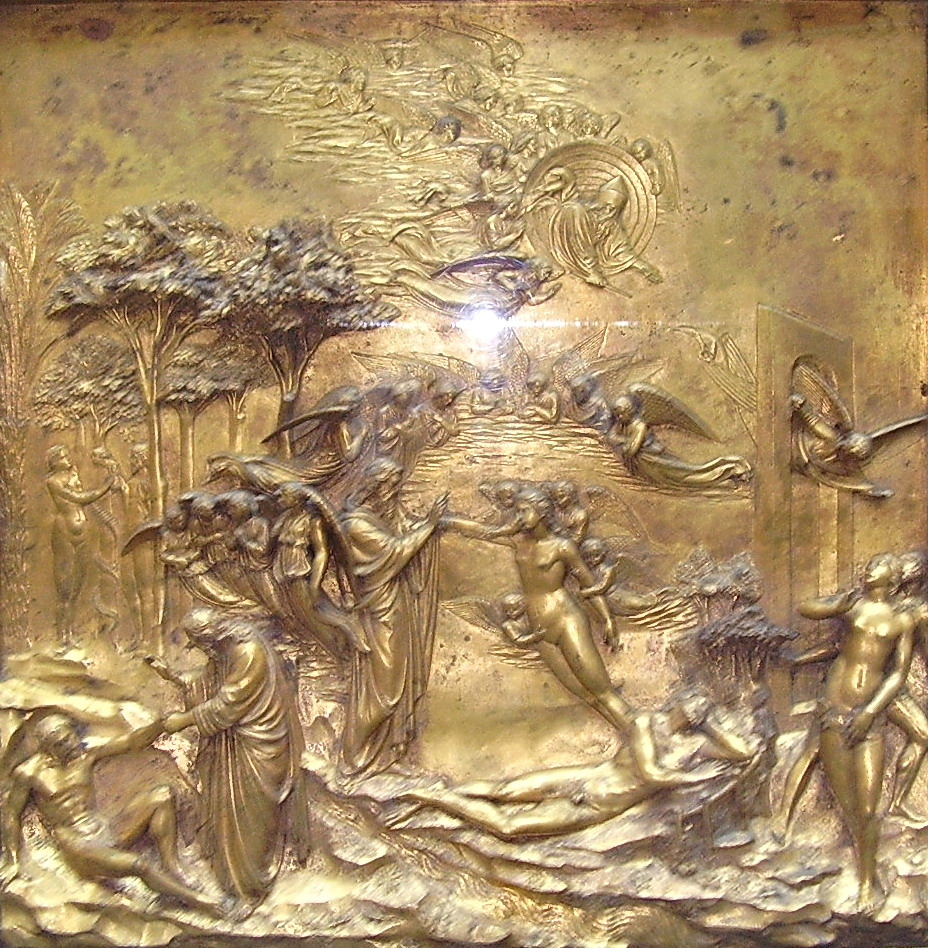
1. 亚当与夏娃
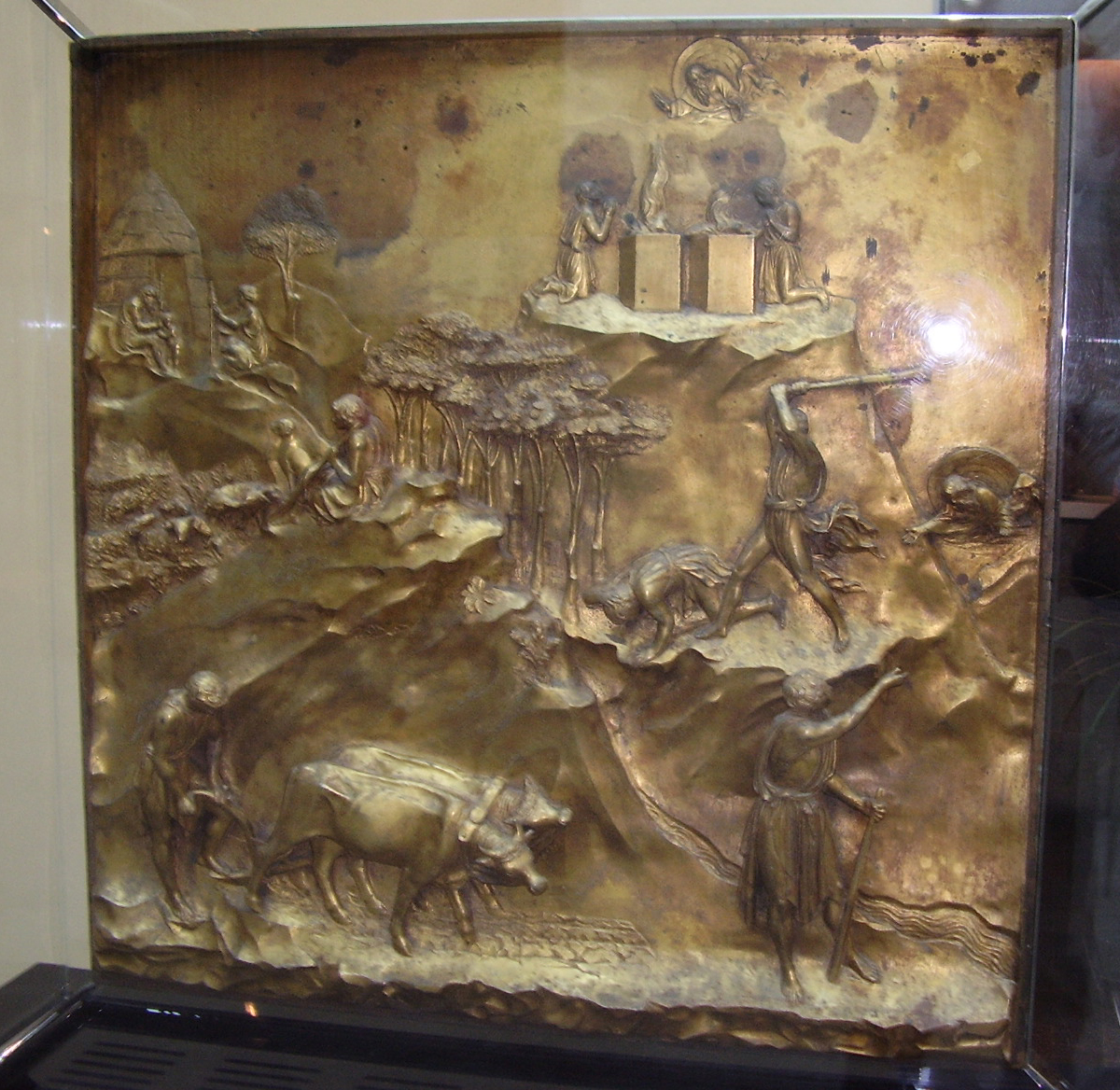
2. 该隐和亚伯
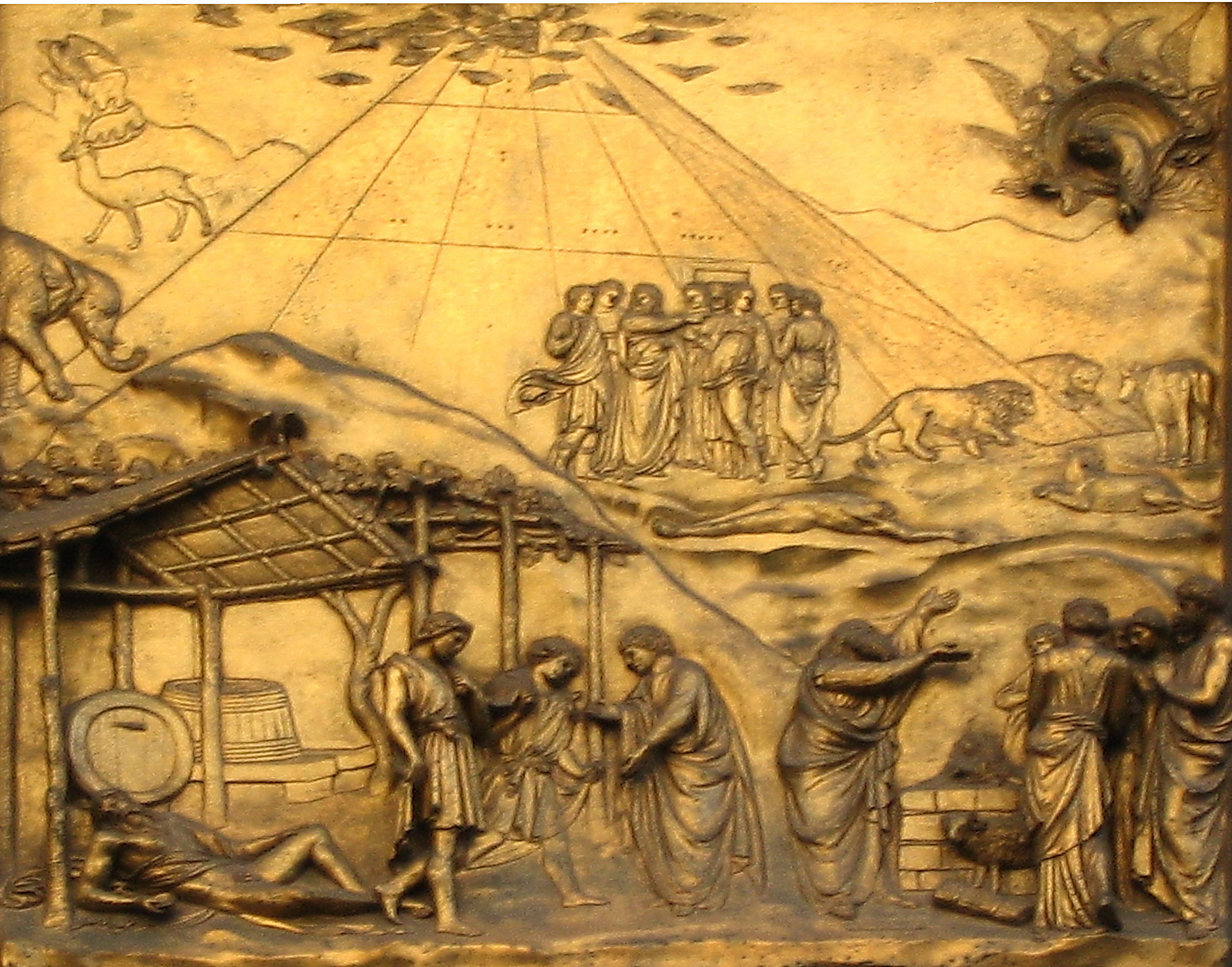
3. 挪亚
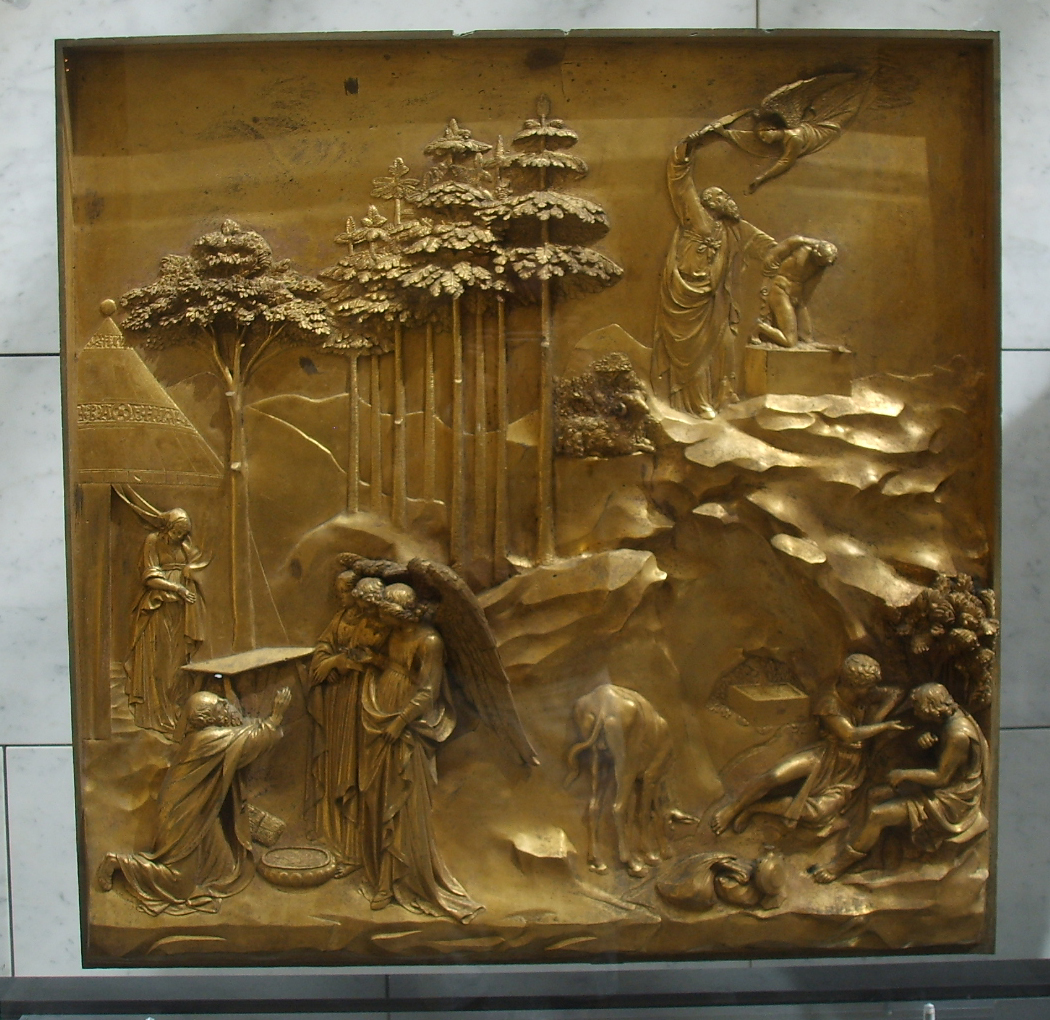
4. 亚伯拉罕
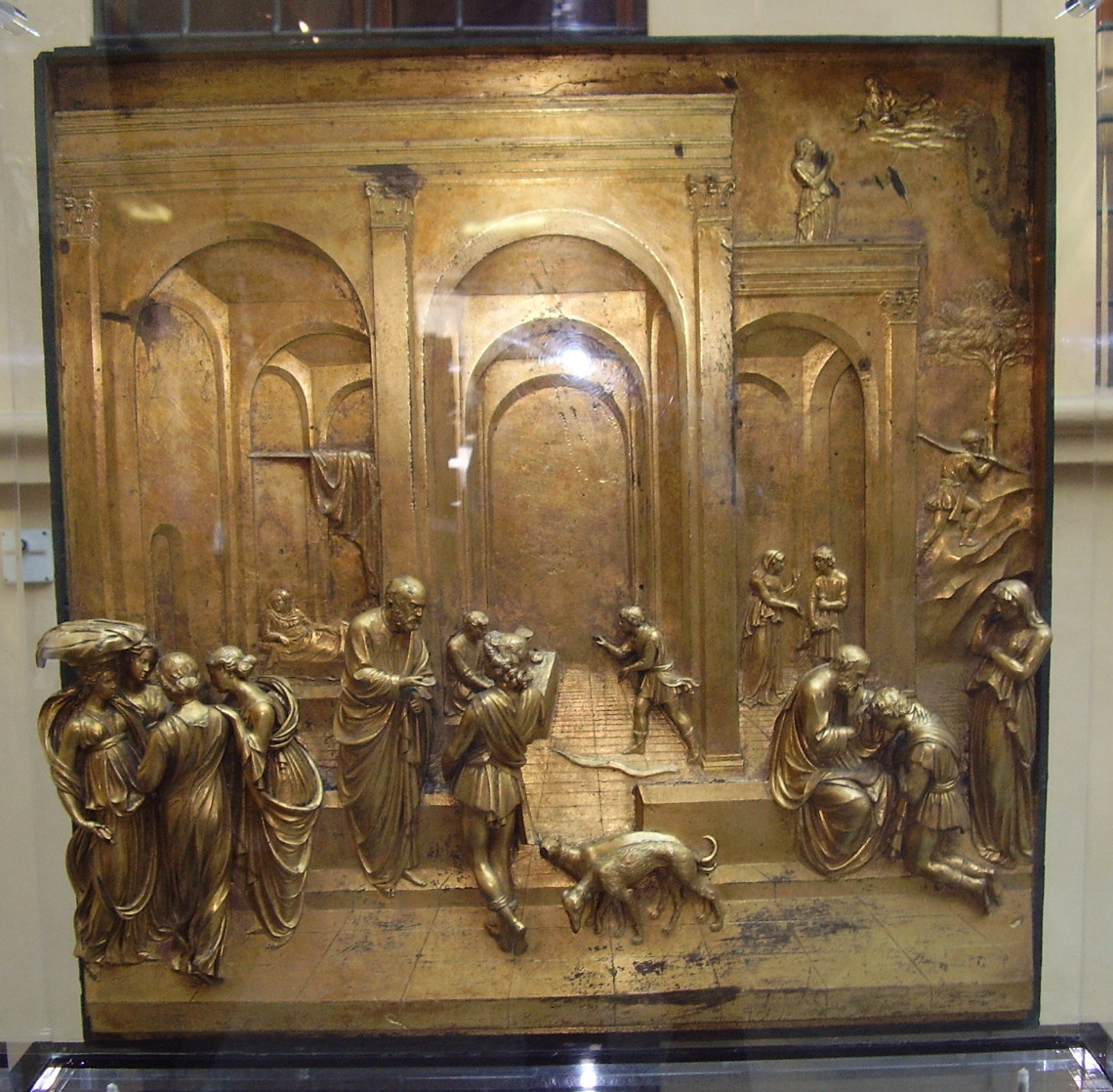
5. 以撒，以扫和雅各
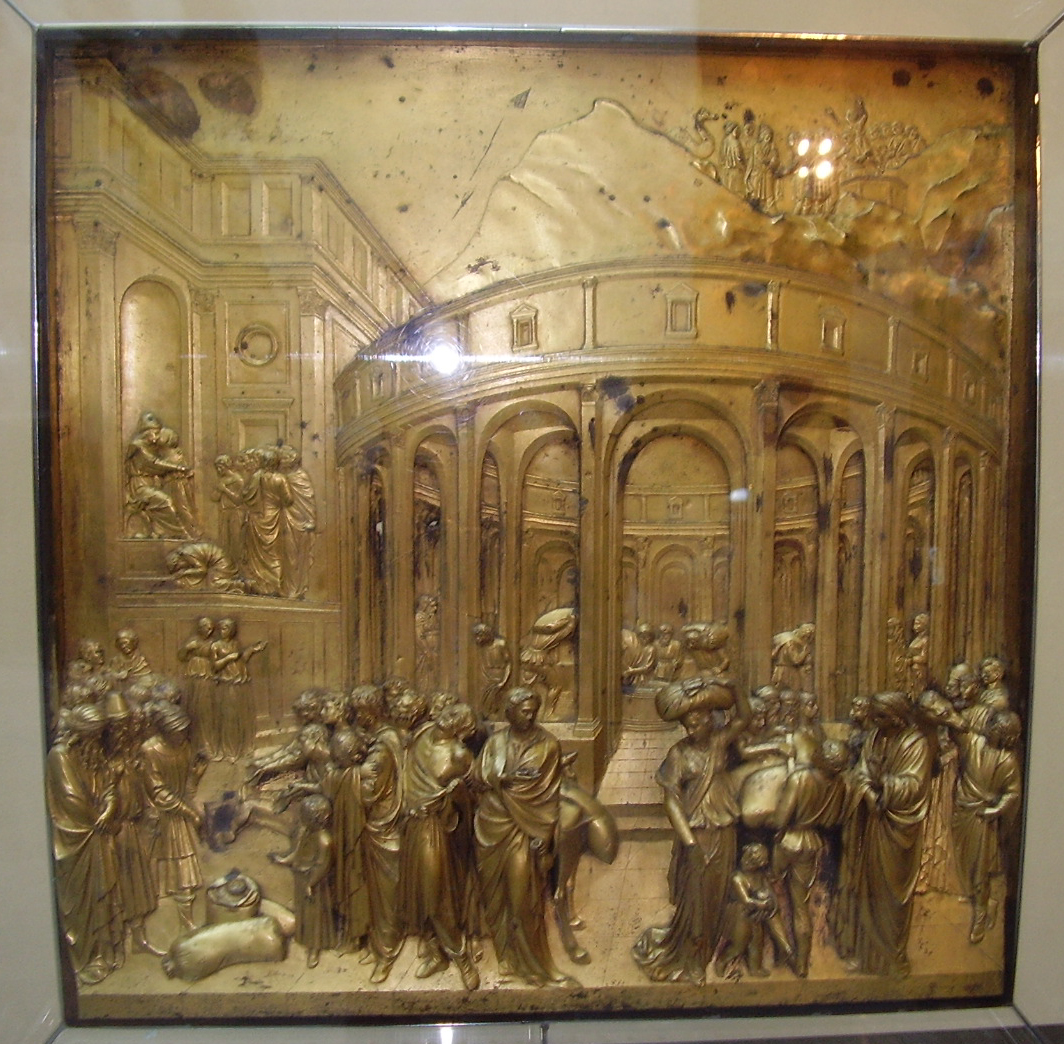
6. 约瑟
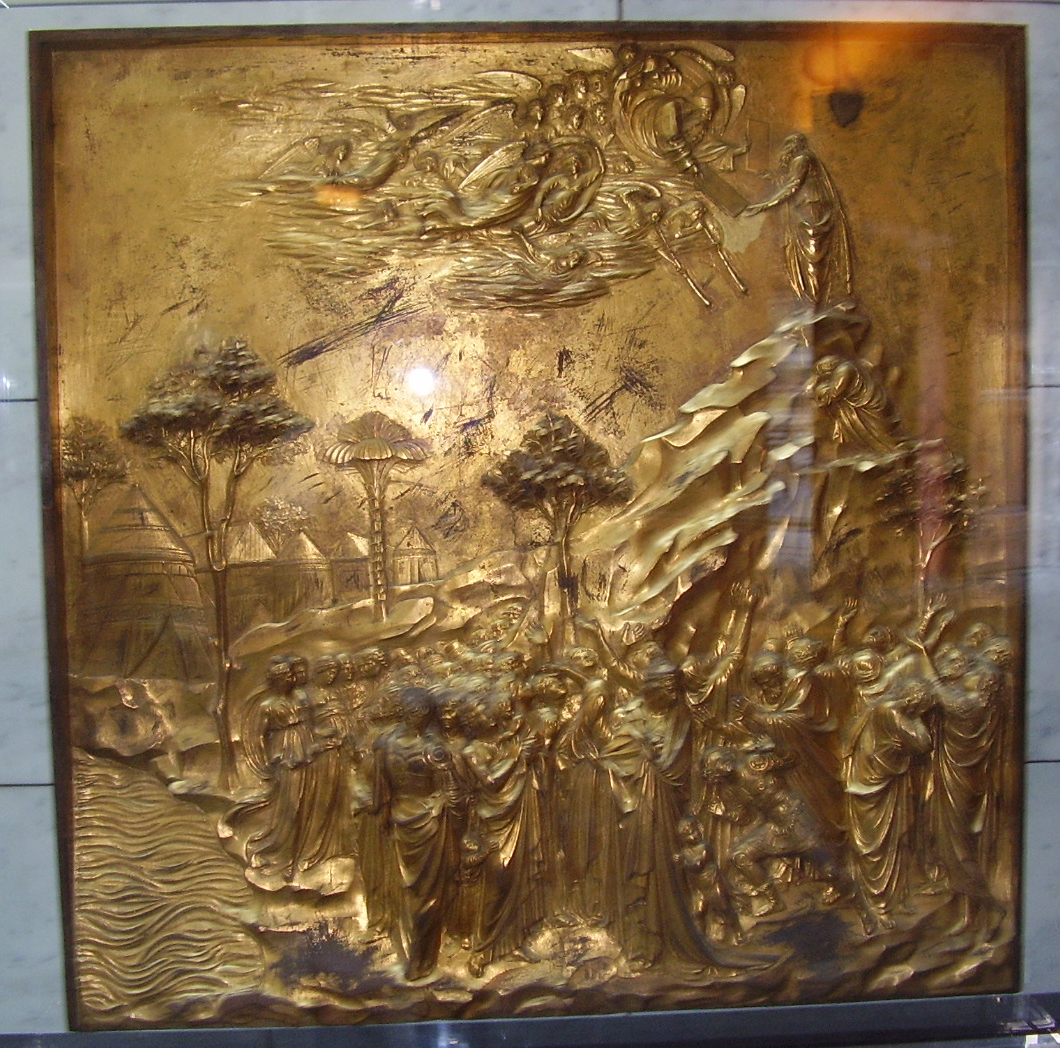
7.摩西
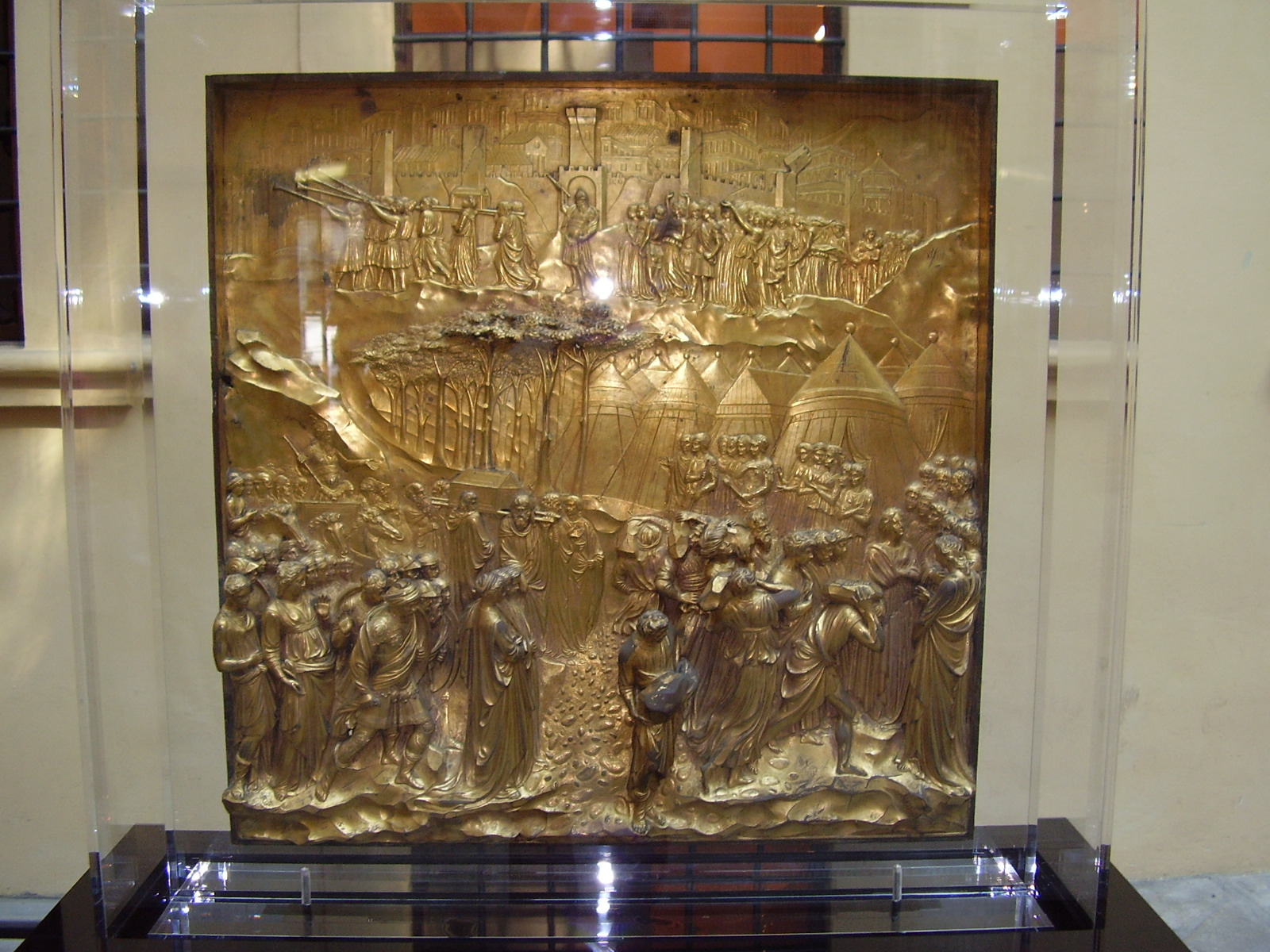
8. 约书亚
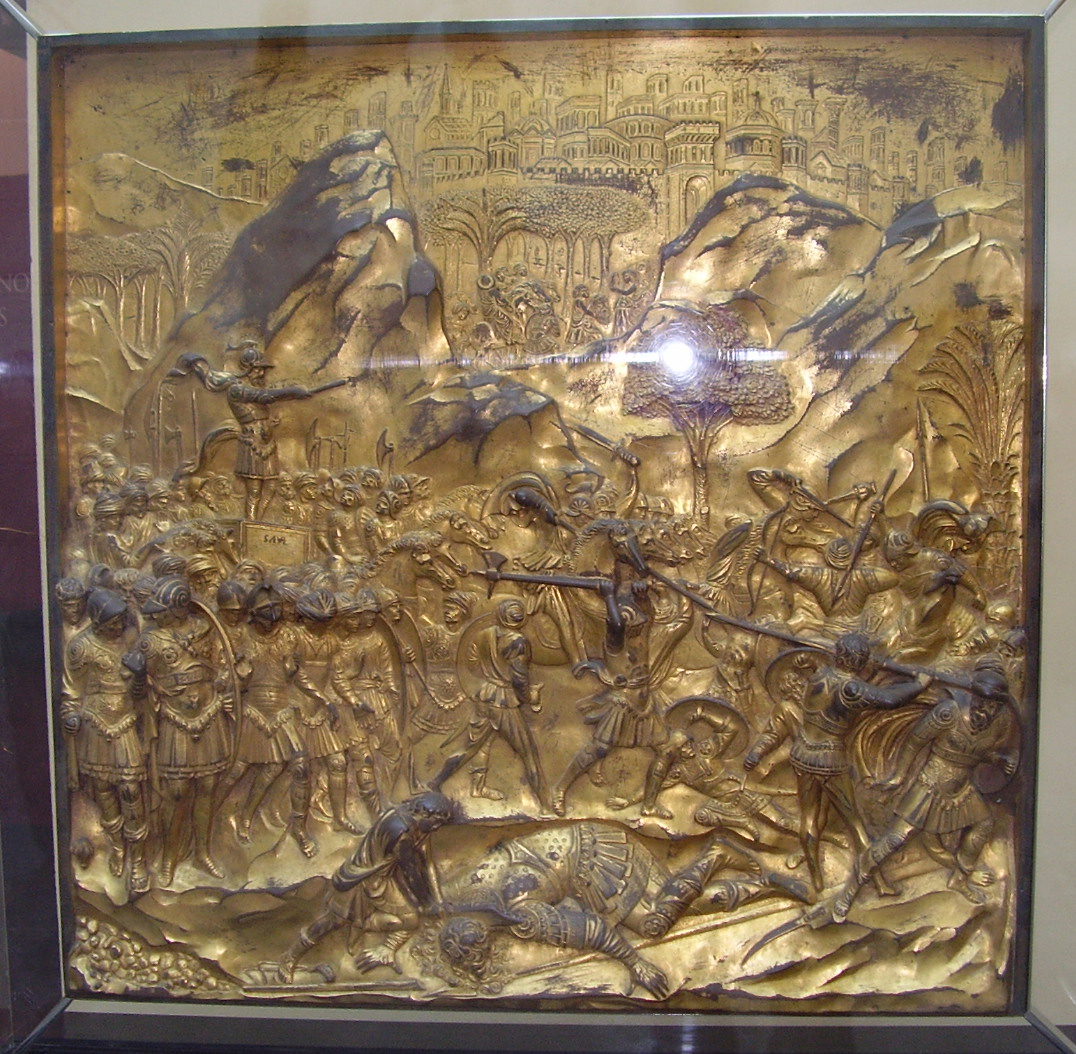
9. 大卫和歌利亚
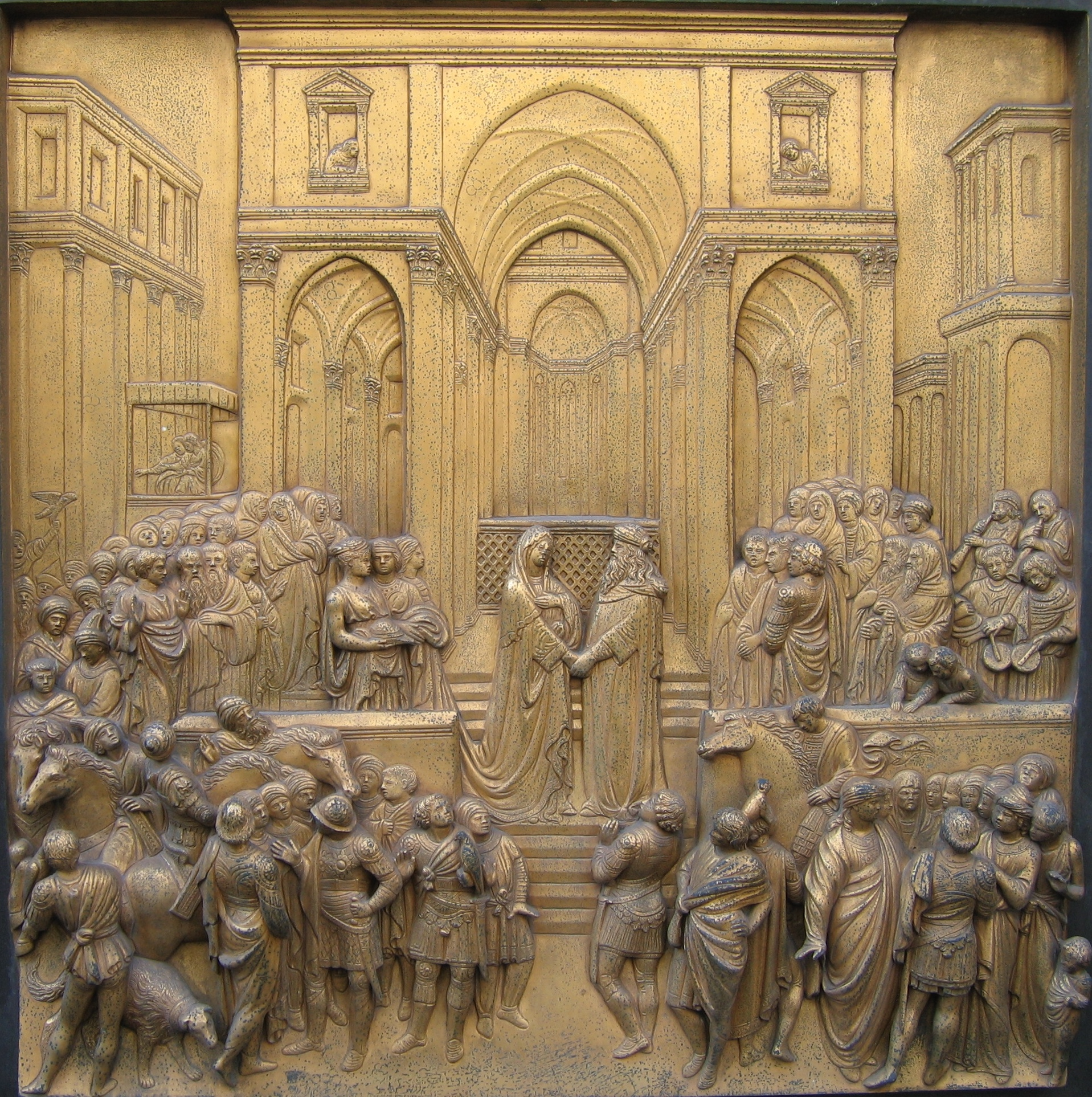
10. 所罗门和示巴女王

## 資料來源
1. ↑  Matthews, Roy T.  [人文通識課III]. 盧明華等譯. 北京: 世界圖書出版公司北京分公司. 2013 [2011]. ISBN 978-7-5100-6722-8. p. 29.